# Tommy Lee
Tommy Lee (született Thomas Lee Bass) (Athén, 1962. október 3. –) amerikai zenész, a Mötley Crüe rockegyüttes alapító tagja, dobosa. Az együttes mellett több szólóprojektje is volt, ezek közül a legnevezetesebb a Methods of Mayhem nevű rap-metal zenekar megalapítása volt. Hírhedt életvitelével a bulvármédia állandó szereplője. Házasságban élt Heather Locklear színésznővel és Pamela Anderson modellel/színésznővel, utóbbitól két gyermeke született.

## Szóló albumok
- Never a Dull Moment (2002) US #39
- Tommyland: The Ride (2005) US #62

### Methods of Mayhem
- Methods of Mayhem (1999) US #71

## Szólókislemezek
| Év   | Cím            | Slágerlista helyezések | Slágerlista helyezések | Slágerlista helyezések | Slágerlista helyezések | Album               | Album |
| Év   | Cím            | Billboard Hot 100      | US Mainstream Rock     | Ausztrália             | Dél-Afrika             |                     |       |
| ---- | -------------- | ---------------------- | ---------------------- | ---------------------- | ---------------------- | ------------------- | ----- |
| 2002 | Hold Me Down   | -                      | 5                      | -                      | -                      | Never a Dull Moment |       |
| 2005 | Tryin to Be Me | -                      | 26                     | -                      | -                      | Tommyland: The Ride |       |
| 2005 | Good Times     | 95                     | -                      | 25                     | 1                      | Tommyland: The Ride |       |
| 2005 | Hello, Again   | -                      | -                      | -                      | -                      | Tommyland: The Ride |       |

1. ↑  https://abcnews.go.com/Entertainment/story?id=22663208&userab=abcn_web_article_ts-208*variant_b-776,abcn_mobileweb_article_ep-176*variant_c-815